# Теорія дескрипцій
Теорія дескрипцій є найважливішим внеском філософа Бертрана Расселла у філософію мови. Вона також відома як теорія описів Рассела (зазвичай скорочена як RTD). Рассел стверджував, що синтаксична форма описів вводить в оману, оскільки не співвідноситься з їхньою логічною та/або семантичною архітектурою. Попри те, що описи можуть здаватися досить несуперечливими фразами, Рассел стверджував, що забезпечення задовільного аналізу лінгвістичних і логічних властивостей опису є життєво важливим для ясності у важливих філософських дебатах, особливо в семантичних аргументах, епістемології та метафізичних елементах.
З моменту першого розвитку теорії в статті Рассела «Про позначення» 1905 року RTD був надзвичайно впливовим і добре сприйнятим у філософії мови. Однак не обійшлося без критики. Зокрема, філософи Пітер Стросон і Кіт Доннеллан висловили помітну, добре відому критику теорії. Зовсім недавно RTD захищали різні філософи та навіть розвивали багатообіцяючими способами, щоб привести його в гармонію з генеративною граматикою в розумінні Ноама Чомскі, зокрема Стівеном Нілом. Самі такі розробки зазнали критики, і дебати тривають.